# أرو إير
طيران أرو هي شركة طيران ركاب وشحن مقرها في المبنى 712 على أراضي مطار ميامي الدولي (MIA) في منطقة غير مدمجة في مقاطعة ميامي داد بفلوريدا. في أوقات مختلفة على مر السنين، شغلت أكثر من 90 رحلة شحن أسبوعية مجدولة، ولديها أعمال تأجير قوية، وفيوفي وقت من الأوقات شغلت رحلات ركاب دولية ومحلية مجدولة. كانت قاعدتها الرئيسية هي مطار ميامي الدولي. أوقفت شركة طيران أرو عملياتها في 29 يونيو 2010 ، وقدمت الحماية بموجب الفصل 11 من الإفلاس ‏ في 1 يوليو 2010. ثم صُفيت.

## روابط خارجية
- ارو كارجو
- مجلة Two Mundos تضم الرئيس التنفيذي السابق لشركة Arrow Air ، Guillermo Cabeza